# Drankovec
Drankovec – wieś w Słowenii, w gminie Pesnica. W 2018 roku liczyła 94 mieszkańców.